# Placer (Masbate)
Pour les articles homonymes, voir Placer.
Placer est une localité de la province de Masbate, aux Philippines. En 2015, elle compte 55 826 habitants.